# 호시미야촌
호시미야촌(星宮村)은 사이타마현 기타사이타마군에 설치되었던 촌이다. 현재의 교다시, 구마가야시에 해당한다.

## 역사
- 1889년 4월 1일 정촌제 시행으로 기타사이타마군 호시미야촌(星宮村)이 설립.
- 1955년
  - 7월 20일 교다시에 편입됨.
  - 10월 1일 교다시의 일부가 구마가야시에 편입됨.